# Unicodeblock Kyrillisch, erweitert-D
Der Unicodeblock Kyrillisch, erweitert-D (engl.: Cyrillic Extended-D, U+1E030 bis U+1E08F) hochgestellte und tiefgestellte kyrillische Zeichen, die in der kyrillischen Lautschrift verwendet werden. Der Block enthält die ersten kyrillischen Zeichen, die außerhalb der Basic Multilingual Plane (BMP) definiert wurden.

## Tabelle
| Unicodenummer    | Zeichen (400 %) | Offizielle Bezeichnung                                   | Beschreibung                                                                          |
| ---------------- | --------------- | -------------------------------------------------------- | ------------------------------------------------------------------------------------- |
| U+1E030 (122928) | 𞀰               | MODIFIER LETTER CYRILLIC SMALL A                         | Modifizierender Buchstabe Kyrillisches Kleines A                                      |
| U+1E031 (122929) | 𞀱               | MODIFIER LETTER CYRILLIC SMALL BE                        | Modifizierender Buchstabe Kyrillisches Kleines BE                                     |
| U+1E032 (122930) | 𞀲               | MODIFIER LETTER CYRILLIC SMALL VE                        | Modifizierender Buchstabe Kyrillisches Kleines VE                                     |
| U+1E033 (122931) | 𞀳               | MODIFIER LETTER CYRILLIC SMALL GHE                       | Modifizierender Buchstabe Kyrillisches Kleines A                                      |
| U+1E034 (122932) | 𞀴               | MODIFIER LETTER CYRILLIC SMALL DE                        | Modifizierender Buchstabe Kyrillisches Kleines A                                      |
| U+1E035 (122933) | 𞀵               | MODIFIER LETTER CYRILLIC SMALL ID                        | Modifizierender Buchstabe Kyrillisches Kleines A                                      |
| U+1E036 (122934) | 𞀶               | MODIFIER LETTER CYRILLIC SMALL ZHE                       | Modifizierender Buchstabe Kyrillisches Kleines A                                      |
| U+1E037 (122935) | 𞀷               | MODIFIER LETTER CYRILLIC SMALL ZE                        | Modifizierender Buchstabe Kyrillisches Kleines A                                      |
| U+1E038 (122936) | 𞀸               | MODIFIER LETTER CYRILLIC SMALL I                         | Modifizierender Buchstabe Kyrillisches Kleines A                                      |
| U+1E039 (122937) | 𞀹               | MODIFIER LETTER CYRILLIC SMALL KA                        | Modifizierender Buchstabe Kyrillisches Kleines KA                                     |
| U+1E03A (122938) | 𞀺               | MODIFIER LETTER CYRILLIC SMALL EL                        | Modifizierender Buchstabe Kyrillisches Kleines EL                                     |
| U+1E03B (122939) | 𞀻               | MODIFIER LETTER CYRILLIC SMALL EM                        | Modifizierender Buchstabe Kyrillisches Kleines EM                                     |
| U+1E03C (122940) | 𞀼               | MODIFIER LETTER CYRILLIC SMALL O                         | Modifizierender Buchstabe Kyrillisches Kleines O                                      |
| U+1E03D (122941) | 𞀽               | MODIFIER LETTER CYRILLIC SMALL PE                        | Modifizierender Buchstabe Kyrillisches Kleines PE                                     |
| U+1E03E (122942) | 𞀾               | MODIFIER LETTER CYRILLIC SMALL ER                        | Modifizierender Buchstabe Kyrillisches Kleines ER                                     |
| U+1E03F (122943) | 𞀿               | MODIFIER LETTER CYRILLIC SMALL ES                        | Modifizierender Buchstabe Kyrillisches Kleines ES                                     |
| U+1E040 (122944) | 𞁀               | MODIFIER LETTER CYRILLIC SMALL TE                        | Modifizierender Buchstabe Kyrillisches Kleines TE                                     |
| U+1E041 (122945) | 𞁁               | MODIFIER LETTER CYRILLIC SMALL U                         | Modifizierender Buchstabe Kyrillisches Kleines U                                      |
| U+1E042 (122946) | 𞁂               | MODIFIER LETTER CYRILLIC SMALL EF                        | Modifizierender Buchstabe Kyrillisches Kleines EF                                     |
| U+1E043 (122947) | 𞁃               | MODIFIER LETTER CYRILLIC SMALL HA                        | Modifizierender Buchstabe Kyrillisches Kleines HA                                     |
| U+1E044 (122948) | 𞁄               | MODIFIER LETTER CYRILLIC SMALL TSE                       | Modifizierender Buchstabe Kyrillisches Kleines TSE                                    |
| U+1E045 (122949) | 𞁅               | MODIFIER LETTER CYRILLIC SMALL CHE                       | Modifizierender Buchstabe Kyrillisches Kleines CHE                                    |
| U+1E046 (122950) | 𞁆               | MODIFIER LETTER CYRILLIC SMALL SHA                       | Modifizierender Buchstabe Kyrillisches Kleines SHA                                    |
| U+1E047 (122951) | 𞁇               | MODIFIER LETTER CYRILLIC SMALL YERU                      | Modifizierender Buchstabe Kyrillisches Kleines YERU                                   |
| U+1E048 (122952) | 𞁈               | MODIFIER LETTER CYRILLIC SMALL E                         | Modifizierender Buchstabe Kyrillisches Kleines E                                      |
| U+1E049 (122953) | 𞁉               | MODIFIER LETTER CYRILLIC SMALL YU                        | Modifizierender Buchstabe Kyrillisches Kleines YU                                     |
| U+1E04A (122954) | 𞁊               | MODIFIER LETTER CYRILLIC SMALL DZZE                      | Modifizierender Buchstabe Kyrillisches Kleines DZZE                                   |
| U+1E04B (122955) | 𞁋               | MODIFIER LETTER CYRILLIC SMALL SCHWA                     | Modifizierender Buchstabe Kyrillisches Kleines SCHWA                                  |
| U+1E04C (122956) | 𞁌               | MODIFIER LETTER CYRILLIC SMALL BYELORUSSIAN-UKRAINIAN I  | Modifizierender Buchstabe Kyrillisches Kleines belarussisches-ukrainisches YU         |
| U+1E04D (122957) | 𞁍               | MODIFIER LETTER CYRILLIC SMALL JE                        | Modifizierender Buchstabe Kyrillisches Kleines JE                                     |
| U+1E04E (122958) | 𞁎               | MODIFIER LETTER CYRILLIC SMALL BARRED O                  | Modifizierender Buchstabe Kyrillisches Kleines Gesperrtes O                           |
| U+1E04F (122959) | 𞁏               | MODIFIER LETTER CYRILLIC SMALL STRAIGHT U                | Modifizierender Buchstabe Kyrillisches Kleines Gerades U                              |
| U+1E050 (122960) | 𞁐               | MODIFIER LETTER CYRILLIC SMALL PALOCHKA                  | Modifizierender Buchstabe Kyrillisches Kleines Palotschka                             |
| U+1E051 (122961) | 𞁑               | CYRILLIC SUBSCRIPT SMALL LETTER A                        | Kyrillischer Tiefgestellter Kleinbuchstabe A                                          |
| U+1E052 (122962) | 𞁒               | CYRILLIC SUBSCRIPT SMALL LETTER BE                       | Kyrillischer Tiefgestellter Kleinbuchstabe BE                                         |
| U+1E053 (122963) | 𞁓               | CYRILLIC SUBSCRIPT SMALL LETTER VE                       | Kyrillischer Tiefgestellter Kleinbuchstabe VE                                         |
| U+1E054 (122964) | 𞁔               | CYRILLIC SUBSCRIPT SMALL LETTER GHE                      | Kyrillischer Tiefgestellter Kleinbuchstabe GHE                                        |
| U+1E055 (122965) | 𞁕               | CYRILLIC SUBSCRIPT SMALL LETTER DE                       | Kyrillischer Tiefgestellter Kleinbuchstabe DE                                         |
| U+1E056 (122966) | 𞁖               | CYRILLIC SUBSCRIPT SMALL LETTER IE                       | Kyrillischer Tiefgestellter Kleinbuchstabe IE                                         |
| U+1E057 (122967) | 𞁗               | CYRILLIC SUBSCRIPT SMALL LETTER ZHE                      | Kyrillischer Tiefgestellter Kleinbuchstabe ZHE                                        |
| U+1E058 (122968) | 𞁘               | CYRILLIC SUBSCRIPT SMALL LETTER ZE                       | Kyrillischer Tiefgestellter Kleinbuchstabe ZE                                         |
| U+1E059 (122969) | 𞁙               | CYRILLIC SUBSCRIPT SMALL LETTER I                        | Kyrillischer Tiefgestellter Kleinbuchstabe I                                          |
| U+1E05A (122970) | 𞁚               | CYRILLIC SUBSCRIPT SMALL LETTER KA                       | Kyrillischer Tiefgestellter Kleinbuchstabe KA                                         |
| U+1E05B (122971) | 𞁛               | CYRILLIC SUBSCRIPT SMALL LETTER EL                       | Kyrillischer Tiefgestellter Kleinbuchstabe EL                                         |
| U+1E05C (122972) | 𞁜               | CYRILLIC SUBSCRIPT SMALL LETTER O                        | Kyrillischer Tiefgestellter Kleinbuchstabe O                                          |
| U+1E05D (122973) | 𞁝               | CYRILLIC SUBSCRIPT SMALL LETTER PE                       | Kyrillischer Tiefgestellter Kleinbuchstabe PE                                         |
| U+1E05E (122974) | 𞁞               | CYRILLIC SUBSCRIPT SMALL LETTER ES                       | Kyrillischer Tiefgestellter Kleinbuchstabe ES                                         |
| U+1E05F (122975) | 𞁟               | CYRILLIC SUBSCRIPT SMALL LETTER U                        | Kyrillischer Tiefgestellter Kleinbuchstabe U                                          |
| U+1E060 (122976) | 𞁠               | CYRILLIC SUBSCRIPT SMALL LETTER EF                       | Kyrillischer Tiefgestellter Kleinbuchstabe EF                                         |
| U+1E061 (122977) | 𞁡               | CYRILLIC SUBSCRIPT SMALL LETTER HA                       | Kyrillischer Tiefgestellter Kleinbuchstabe HA                                         |
| U+1E062 (122978) | 𞁢               | CYRILLIC SUBSCRIPT SMALL LETTER TSE                      | Kyrillischer Tiefgestellter Kleinbuchstabe TSE                                        |
| U+1E063 (122979) | 𞁣               | CYRILLIC SUBSCRIPT SMALL LETTER CHE                      | Kyrillischer Tiefgestellter Kleinbuchstabe CHE                                        |
| U+1E064 (122980) | 𞁤               | CYRILLIC SUBSCRIPT SMALL LETTER SHA                      | Kyrillischer Tiefgestellter Kleinbuchstabe SHA                                        |
| U+1E065 (122981) | 𞁥               | CYRILLIC SUBSCRIPT SMALL LETTER HARD SING                | Kyrillischer Tiefgestellter Kleinbuchstabe hartes Zeichen                             |
| U+1E066 (122982) | 𞁦               | CYRILLIC SUBSCRIPT SMALL LETTER YERU                     | Kyrillischer Tiefgestellter Kleinbuchstabe Yeru                                       |
| U+1E067 (122983) | 𞁧               | CYRILLIC SUBSCRIPT SMALL LETTER GHE WITH UPTURN          | Kyrillischer Tiefgestellter Kleinbuchstabe GHE mit Aufstrich                          |
| U+1E068 (122984) | 𞁨               | CYRILLIC SUBSCRIPT SMALL LETTER BYELORUSSIAN-UKRAINIAN I | Kyrillischer Tiefgestellter belarussischer-ukrainischer Kleinbuchstabe I              |
| U+1E069 (122985) | 𞁩               | CYRILLIC SUBSCRIPT SMALL LETTER DZE                      | Kyrillisches Tiefgestellter Kleinbuchstabe DZE                                        |
| U+1E06A (122986) | 𞁪               | CYRILLIC SUBSCRIPT SMALL LETTER DZHE                     | Kyrillisches Tiefgestellter Kleinbuchstabe DZHE                                       |
| U+1E06B (122987) | 𞁫               | MODIFIER LETTER CYRILLIC SMALL ES WITH DESCENDER         | Modifizierender Buchstabe Kyrillisches Kleines ES mit Abstrich                        |
| U+1E06C (122988) | 𞁬               | MODIFIER LETTER CYRILLIC SMALL YERU WITH BACK YER        | Modifizierender Buchstabe Kyrillisches Kleines YERU mit hinterem YER                  |
| U+1E06D (122989) | 𞁭               | MODIFIER LETTER CYRILLIC SMALL STRAIGHT U WITH STROKE    | Modifizierender Buchstabe Kyrillisches Gerades U mit Querstrich                       |
| U+1E06F (122990) | 𞁯               | COMBINING CYRILLIC SMALL LETTER BYELORUSSIAN-UKRAINIAN I | Kombinierter Kyrillischer Tiefgestellter belarussischer-ukrainischer Kleinbuchstabe I |